# Chrysogorgia tetrasticha
Chrysogorgia tetrasticha är en korallart som beskrevs av W. Versluys 1902. Chrysogorgia tetrasticha ingår i släktet Chrysogorgia och familjen Chrysogorgiidae. Inga underarter finns listade i Catalogue of Life.